# 第二十電視公司
第二十電視公司（英語：Twentieth Television, Inc.）是华特迪士尼公司的電視製作公司之一，和試金石電視與ABC特性同爲華特迪士尼電視的子公司。

## 發展歷程
二十世紀福斯電視公司成立於1949年，由二十世紀福斯電影公司電視製片廠及電視製作部門拆分合併所組成，其前身被稱為TCF電視製作公司。從1995年開始，TCF電視製作公司開始收購其他一些電視製作公司，並改名為二十世紀福斯電視公司。
TCF電視製作公司自1986年起就被視為福斯廣播公司的非官方節目製作公司（福斯的官方製作公司為福斯電視工作室），其生產的大部分電視節目都在福斯廣播公司所屬電視網播出，而剩下的部分則在福斯廣播公司的合作電視網播映。
從1992年8月到1995年4月，二十世紀福斯電視公司和二十世紀電視公司採用了同樣的標誌，儘管他們是兩家不同的公司；而從1995年4月以後，兩家公司的標誌開始有所不同。
2020年1月17日，随着迪士尼正式停用“福斯”品牌，二十世紀福斯更名为二十世紀影業。更名原因是因為鲁伯特·默多克仍掌控福斯廣播公司及福斯新聞網等公司，為避免大眾仍將二十世紀福斯及福斯探照燈影業視為鲁伯特·默多克旗下福斯集团的所屬公司，因此迪士尼停用這兩公司的“福斯”品牌名称。2020年8月10日，迪士尼正式宣佈二十世紀福斯電視公司與二十世紀電視公司合并並統一為第二十電視公司。

## 代表作品
1. 洛杉磯法律（1986年 - 1994年）
2. X檔案（1993年 - 2002年）
3. 慾望城市（1998年 - 2004年）
4. 24小時（2001年 - 2010年）
5. 老爸老妈的浪漫史（2005年 - 現在）
6. 越獄（2005年 - 2009年）
7. 火星生活（2008年 - 2009年）（聯合製作：美國電視製作室）
8. 歡樂合唱團（2009年 - 現在）
9. 混亂特工（2011年）
10. 房客小妹（2011年 - 現在）